# Gelastocera discalis
Gelastocera discalis är en fjärilsart som beskrevs av Max Wilhelm Karl Draudt 1950. Gelastocera discalis ingår i släktet Gelastocera och familjen trågspinnare. Inga underarter finns listade i Catalogue of Life.